# Gerhard von Buchka
Gerhard Friedrich Ludwig Ernst Anton von Buchka (* 22. Dezember 1851 in Neustrelitz; † 16. November 1935 in Rostock) war ein deutscher Jurist, Richter, Reichstagsabgeordneter und Direktor der Kolonialabteilung des Auswärtigen Amtes.

## Leben
Gerhard von Buchka war ein Sohn des Justizrates bei der mecklenburg-strelitzschen Justizkanzlei, späteren Staatsministers im Justizministerium von Mecklenburg-Schwerin, Hermann von Buchka, der 1891 in den erblichen mecklenburgischen Adelsstand erhoben wurde und seiner Frau Elisabeth, geb. von Stein (1829–1884). Der Chemiker Karl von Buchka war sein Bruder.
Nach anfänglichem Unterricht an einer Rostocker Privatschule besuchte Buchka das Gymnasium Fridericianum in Schwerin und bestand dort 1869 das Abitur. Er studierte Rechtswissenschaften in München (1869) und Göttingen (Mitglied des Corps Bremensia), musste sein Studium aber für den Kriegsdienst im Deutsch-Französischen Krieg 1870/1871 unterbrechen, wo er im 1. Großherzoglich Mecklenburgischen Dragoner-Regiment kämpfte. Nach Kriegsende nahm er das Studium im Juni 1871 wieder auf, beendete es 1873 in Rostock und wurde zum Dr. jur. promoviert. Er schlug zunächst die Richterlaufbahn ein und stieg im mecklenburgischen Justizdienst bis zum Richter am Oberlandesgericht Rostock auf.
Bei der Reichstagswahl 1893 wurde Buchka als Abgeordneter der Deutschkonservativen in den 9. Deutschen Reichstag gewählt und gehörte diesem bis 1898 an. Er vertrat dem Reichstagswahlkreis Großherzogtum Mecklenburg-Schwerin 5 (Rostock - Doberan). Am 1. April 1898 wurde er Direktor der Kolonialabteilung des Auswärtigen Amtes und Vorsitzender des Kolonialrates. Seine glücklose Amtszeit endete bereits am 12. Juni 1900 mit der Versetzung zunächst in den einstweiligen, ab 1909 in den dauernden Ruhestand. Sein Nachfolger wurde Oscar Stübel. In die Zeit seiner Tätigkeit fiel die Wiedereingliederung von Deutsch-Neuguinea in die Reichsverwaltung, der Erwerb der Kolonien auf Samoa und den Karolinen durch den Samoa-Vertrag sowie die Erschließung Kameruns durch die Vergabe von Land- und Minenkonzessionen.
Im Ruhestand zog er nach Mecklenburg zurück und wurde Direktor des Großherzoglichen Konsistoriums Rostock und auch Vizekanzler der dortigen Universität. Als Autor veröffentlichte er im rechtswissenschaftlichen Bereich. 1919 war Geheimrat von Buchka in Rostock Bevollmächtigter der Mecklenburg-Schwerinischen Volksregierung für das Konzil in der Hochschule.
Er war mehrfach verheiratet, seit 1877 mit Hella von Meibom (1854–1878), Sohn Gerhard (1878–1947), Dr. jur. und Amtsgerichtsrat. Aus der zweiten Ehe mit Anna von Harlem-Kucksdorf (1858–1935) stammte die Tochter Anna Elisabeth (1880–1954), liiert mit dem Forstmeister und Gutsbesitzer Eberhard von Groote-Kähnen (1864–1946). Die Autorin Edithe Léontine von Buchka war seine Schwägerin, Ehefrau seines Bruders Dr. jur. und Landgerichtspräsident Johannes von Buchka (1865–1938). Das Familienarchiv von Buchka befindet sich im Universitätsarchiv Rostock.

## Auszeichnungen
- Hausorden der Wendischen Krone: Großkomturkreuz (9. April 1908)[8]
- Gedächtnismedaille für Friedrich Franz III.
- Roter Adlerorden, 2. Klasse[9]
- Königlicher Kronen-Orden (Preußen) II. Klasse (1900)[10]
- Landwehrdienstauszeichnung 2. Klasse
- Kriegsdenkmünze für die Feldzüge 1870–71

## Schriften (Auswahl)
- Vergleichende Darstellung des Bürgerlichen Gesetzbuches für das Deutsche Reich und des Gemeinen Rechts, in: Vergleichende Darstellung des Bürgerlichen Gesetzbuches für das Deutsche Reich und der Landesrechte. Bd. 1, Liebmann, Berlin 1897.
- Landesprivatrecht der Großherzogtümer Mecklenburg-Schwerin und Mecklenburg-Strelitz, in: Das bürgerliche Recht des Deutschen Reichs und Preussens. Erg.-Bd. 5, Verlag der Buchhandlung des Waisenhauses, Halle (Saale) 1905.